# Безводовка
Безво́довка (рос. Безводовка) — присілок у складі Бугурусланського району Оренбурзької області, Росія.

## Населення
Населення — 17 осіб (2010; 63 у 2002).
Національний склад (станом на 2002 рік):
- росіяни — 79 %